# Silvijo Čabraja
Silvijo Čabraja (Zagabria, 4 giugno 1968) è un allenatore di calcio croato.

## Carriera

### GIocatore
Di ruolo centrocampista, cresce calcisticamente nelle giovanili della Lokomotiva Zagabria, per poi passare al NK Zagabria. Interrompe però la carriera a 20 anni, a causa dell'insorgere del diabete. Dopo due anni di pausa, torna in campo per una breve parentesi al Jaska Jastrebarsko. Conclude infine la carriera all'età di 30 anni tra le file del Lučko.

### Allenatore
Il 12 gennaio 2016 sostituisce Davor Mladina sulla panchina del Lučko, squadra militante in 2. HNL.
L'8 giugno 2021 prende le redini del Lokomotiva Zagabria. Fa il suo debutto sulla panchina dei Lokosi il 17 luglio seguente, in occasione della prima giornata di campionato pareggiata 2-2 in casa contro l'Hajduk Spalato. Il 19 marzo 2025 rescinde consensualmente il suo contratto con il club, concludendo così la sua avventura dopo quasi quattro anni alla guida della squadra, con un bilancio di 49 vittorie, 42 pareggi e 53 sconfitte.